# Galván
Galván är en kommun i Dominikanska republiken.   Den ligger i provinsen Baoruco, i den sydvästra delen av landet, 140 km väster om huvudstaden Santo Domingo. Antalet invånare i kommunen är cirka 15 700.
Terrängen runt Galván är varierad. Runt Galván är det ganska tätbefolkat, med 72 invånare per kvadratkilometer. Närmaste större samhälle är Neiba, 8,4 km väster om Galván. Omgivningarna runt Galván är en mosaik av jordbruksmark och naturlig växtlighet.